# St. Nikolaus (Bernbeuren)

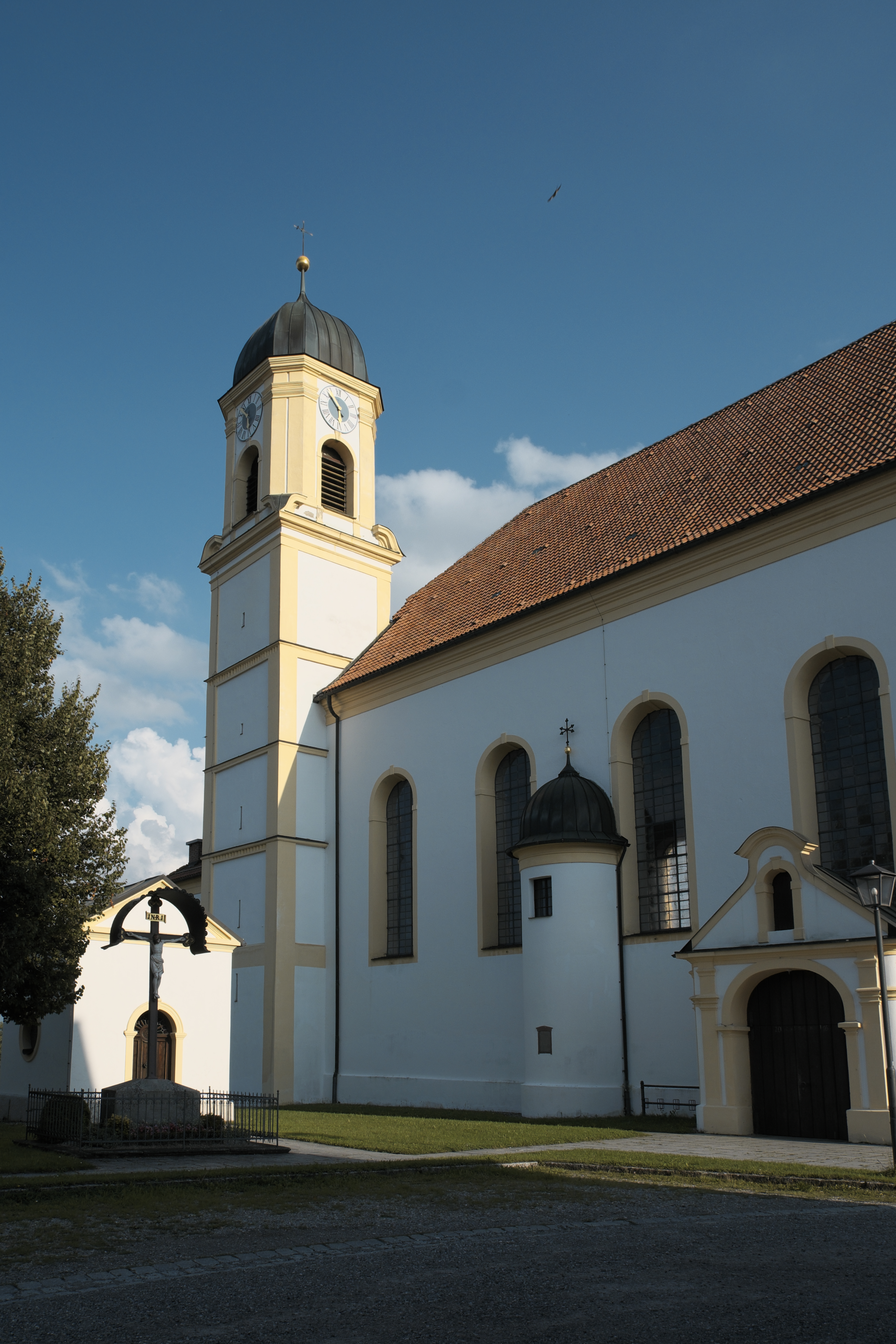
Pfarrkirche St. Nikolaus in Bernbeuren

Die römisch-katholische Pfarrkirche St. Nikolaus bildet zusammen mit den daneben liegenden Kapellen ein Ensemble barocker Volksfrömmigkeit im Zentrum von Bernbeuren im Landkreis Weilheim-Schongau in Oberbayern. Der barocke Saalbau am Fuß des Auerbergs wurde im 18. Jahrhundert errichtet und reich ausgestattet. Die dazugehörende Pfarrei gehört zum Bistum Augsburg.

## Geschichte

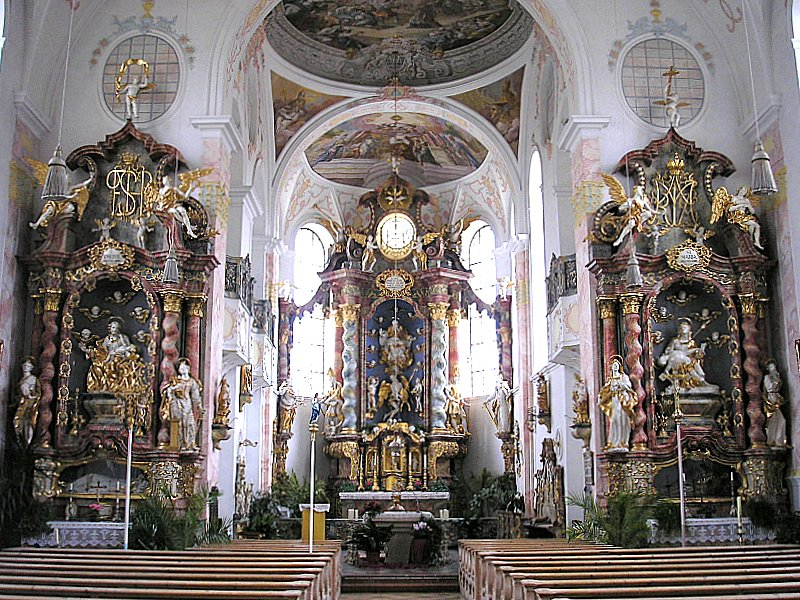
Innenraum nach Osten

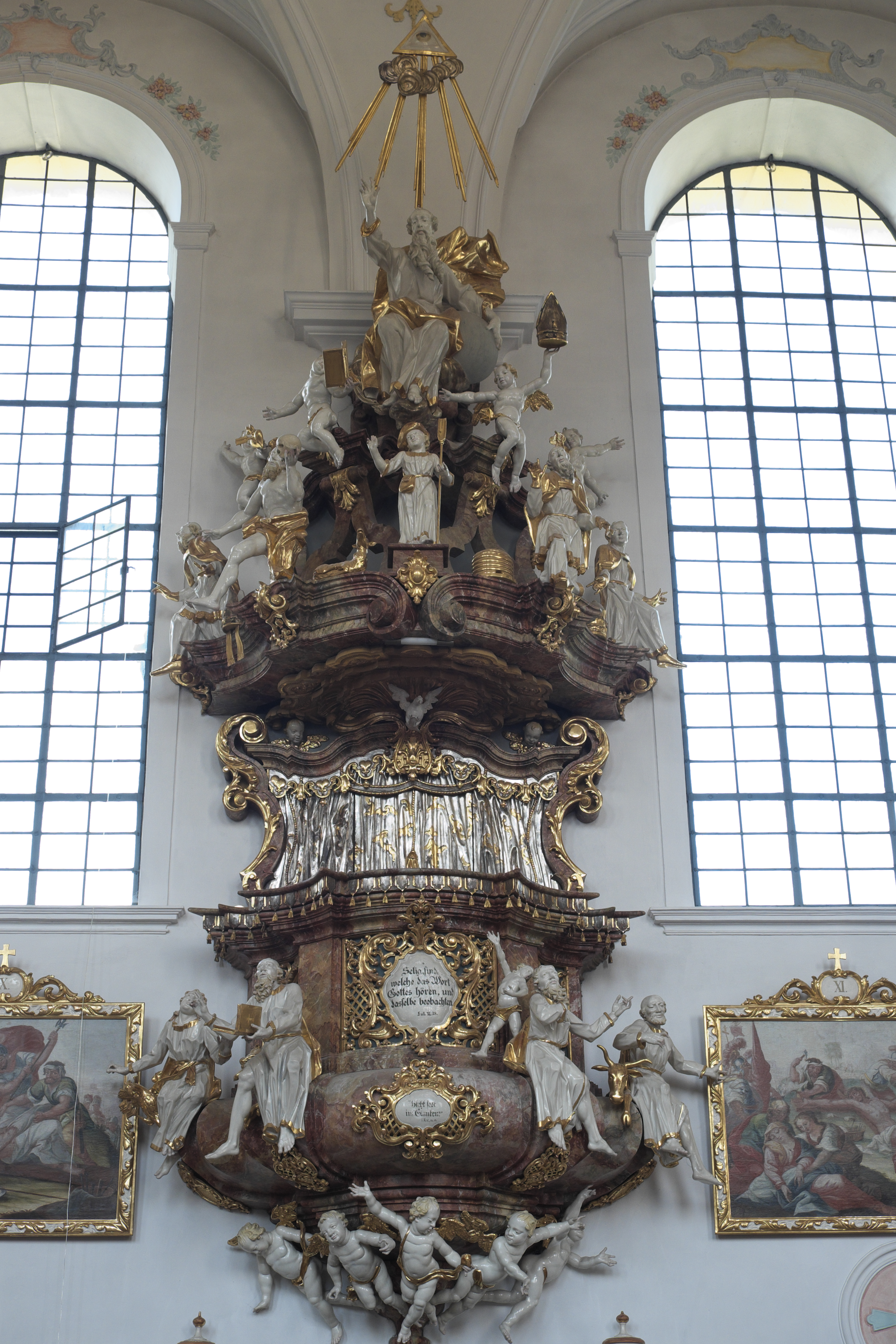
Kanzel im Süden

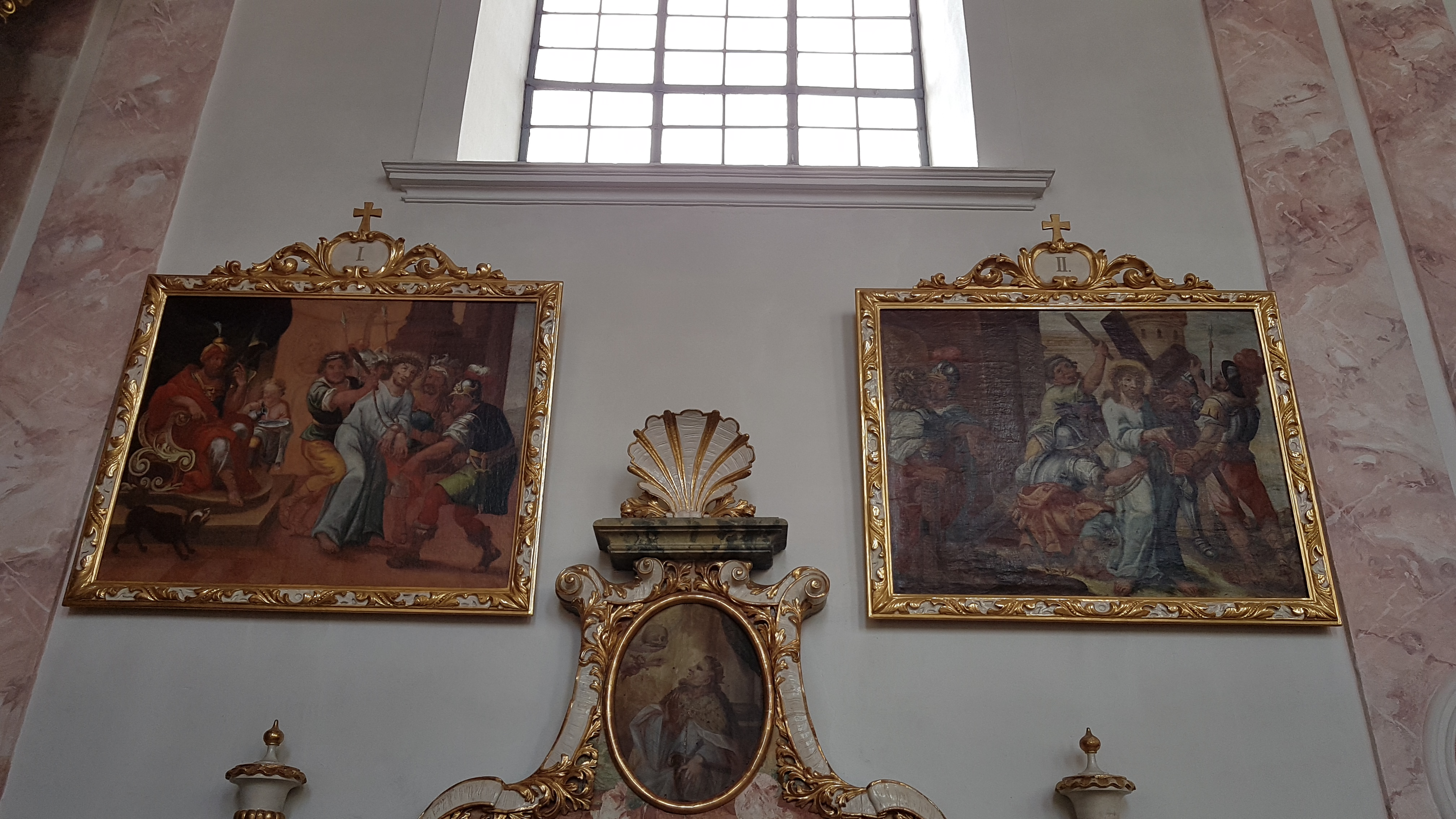
Zwei Kreuzwegtafeln

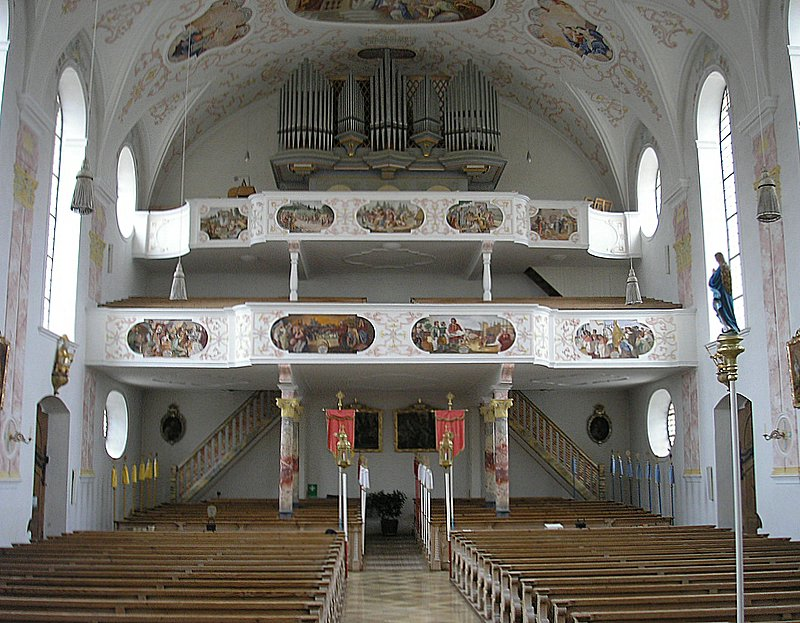
Blick zur Orgelempore

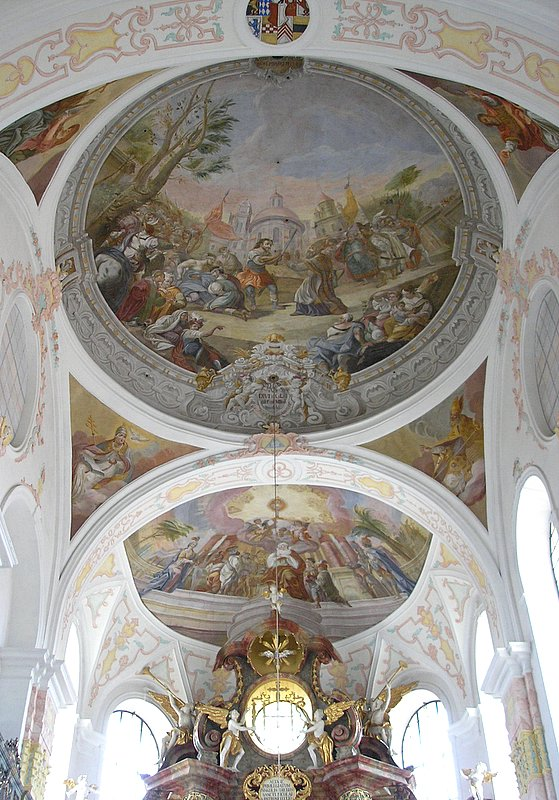
Blick in die Chorkuppeln

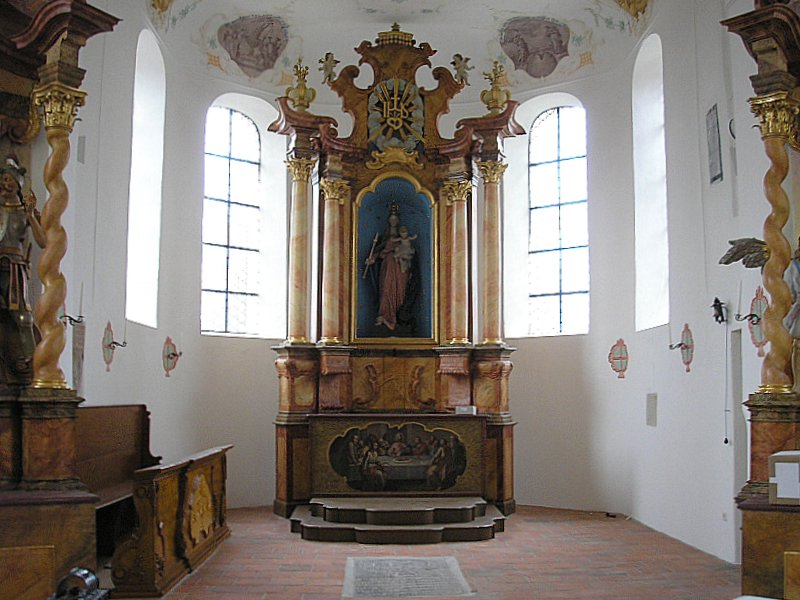
Hochaltar der Kapelle Maria Heimsuchung

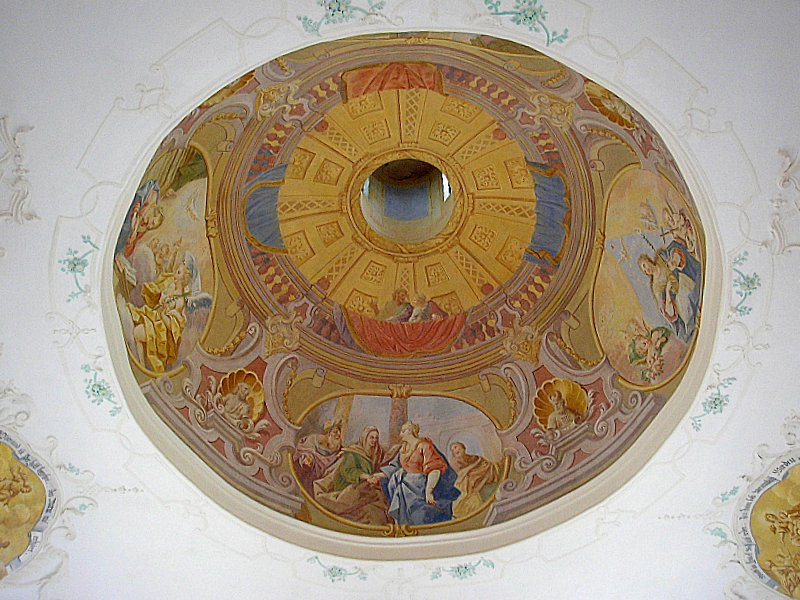
Fresko der Chorkuppel von Maria Heimsuchung

Der Neubau der Kirche wurde durch den großen Ortsbrand am 1. Juni 1720 veranlasst. Vom romanisch-gotischen Vorgängerbau konnte nur der Unterbau des Turms übernommen werden.
Den Rohbau errichtete Johann Georg Fischer von 1721 bis 1723. Die Werksteine wurden im Dorfsteinbruch (Riedhof) gebrochen. 1725 weihte der Augsburger Weihbischof Johann Jakob von Mayr das Gotteshaus. Die Ausstattung war jedoch erst 1775 mit der Ausmalung des Chors vollendet.
Eine größere Restaurierung erfolgte von 1860 bis 1864. Von 1934 bis 1936 entfeuchtete man den Raum und rekonstruierte den ursprünglichen Zustand. Hierzu waren einige Stuckergänzungen notwendig. Der Außenbau wurde 1979 bis 1981 saniert. Von 1991 bis 1993 folgte die Innenrenovierung der Pfarrkirche.

## Beschreibung
Der Außenbau ist eher einfach gehalten und wird nur durch die rundbogig geschlossenen Fenster gegliedert. Der Chor ist in halber Langhausbreite eingezogen. Im nördlichen Chorwinkel steht der Glockenturm aus Lechbrucker Sandstein (verputzt), dessen romanischer Unterbau von einem achteckigen, überkuppelten Aufsatz des 18. Jahrhunderts bekrönt wird. Der Turm ist insgesamt 32 m hoch.
Der breit proportionierte Saalbau des fünfjochigen Langhauses wird von einer Korbbogentonne, das Presbyterium von einer Pendentifkuppel überwölbt. Über dem Chorschluss spannt sich eine Halbkuppel. Aus den Bogennischen am Choreingang kragen drei stuckierte Oratorien vor.

## Ausstattung
Der Bandelwerkstuck des Langhauses wurde 1723/24 von Balthasar Suiter (Stephans-Rettenberg, Hofmaurermeister zu Dillingen an der Donau) geschaffen, den Chor stuckierte Johann Georg Vogel (Wessobrunn). Die Oratorien im Vorchor aus den Jahren 1735/36 stammen von Joseph Fischer (Faulenbach bei Füssen).
Die Fresken im Langhaus malte Johann Heel (Kaufbeuren) 1723/24 im Auftrag der Marianischen Bruderschaft. Dargestellt werden der Tempelgang und die Himmelfahrt der Gottesmutter sowie die Unbefleckte Empfängnis. Die Kuppeln über dem Altarraum zeigen den hl. Nikolaus und die Ritter (Befreiung der unschuldig Verurteilten, Hauptkuppel) sowie die Verherrlichung der Eucharistie. Beide Gemälde entstanden erst 1775 (Chronogramm), ausführender Meister war Franz Xaver Bernhard (Eggenthal).  Der Entwurf des Hauptfreskos (Ölskizze) wird im Pfarrhof aufbewahrt.
Die Entwürfe für die Altäre und die Kanzel sollen auf Anton Sturm zurückgehen, dem auch die weiß gefassten Skulpturen zugeschrieben werden. Die Altäre besitzen viersäulige Aufbauten. Die vorderen Säulenpaare sind jeweils gewunden und nach innen gerückt. Den Hochaltar ergänzen zusätzlich seitliche geschraubte Säulenstellungen, die Fenster sind in den Aufbau einbezogen. An Stelle gemalter Altarblätter thronen Skulpturen in den Altarnischen. Der Kirchenpatron St. Nikolaus ist der Mittelpunkt des Hochaltars, die Seitenaltäre tragen den hl. Josef und eine Pietà, die jeweils von Assistenzfiguren begleitet werden.
Die Kanzel auf der Südseite des Langhauses zeigt am Korb die vier Evangelisten, auf dem Schalldeckel stehen die Kirchenväter und der Jesusknabe als Guter Hirte. Über allen thront der segnende Gottvater. Den Kanzelfuß umspielen Putten. Als Pendant hängt auf der Nordseite ein großes Kruzifix über dem Beichtstuhl, dessen Begleitfiguren auf die Wand aufgemalt wurden.
Die Gemälde der unteren sowie der Orgelempore sind modern und schildern Episoden aus der Geschichte des Orts. Sie wurden 1936 von Joseph Albrechtskirchinger geschaffen.
Von großer dekorativer Wirkung ist der großformatige Kreuzweg im Langhaus, den Bernhard Ramis 1734/35 malte. Die 14 breitliegenden Tafeln (107 × 136 cm) zeigen die Passion Christi in vielfigurigen, temperamentvollen Darstellungen in der Art barocker Volksschauspiele.

## Orgel
Prospekt und Werk der Orgel entstanden 1957, sie stammen von den Gebrüdern Hindelang (Ebenhofen). Das original erhaltene Instrument durchlief seither zwei Generalüberholungen: 1995 durch Gerhard Schmid (Kaufbeuren), 2009 durch Eduard Heißerer (Prem). Die Orgel mit 25 Registern auf zwei Manualen und Pedal besitzt Taschenladen mit pneumatischer Spiel- und Registertraktur. Ihre Disposition lautet:
| I Hauptwerk C–g3 |              |       |
| 1.               | Prinzipal    | 8′    |
| 2.               | Gemshorn     | 8′    |
| 3.               | Rohrgedackt0 | 8′    |
| 4.               | Oktav        | 4′    |
| 5.               | Spillflöte   | 4′    |
| 6.               | Quinte       | 2 ⁄3′ |
| 7.               | Oktav        | 2′    |
| 8.               | Mixtur IV    | 2′    |
| 9.               | Trompete     | 8′    |

| II Schwellwerk C–g3 |            |       |
| 10.                 | Nachthorn  | 8′    |
| 11.                 | Salizional | 8′    |
| 12.                 | Quintadena | 8′    |
| 13.                 | Prinzipal  | 4′    |
| 14.                 | Querflöte  | 4′    |
| 15.                 | Waldflöte  | 2′    |
| 16.                 | Quinte     | 1 ⁄3′ |
| 17.                 | Cymbel III | 1′    |
| 18.                 | Krummhorn  | 8′    |
|                     | Tremulant  |       |

| Pedal C–f1 |                 |       |
| 19.        | Kontrabass      | 16′   |
| 20.        | Subbass         | 16′   |
| 21.        | Zartbass        | 16′   |
| 22.        | Oktavbass       | 8′    |
| 23.        | Bassflöte       | 4′    |
| 24.        | Hintersatz III0 | 2 ⁄3′ |
| 25.        | Posaune         | 16′   |

- Koppeln: Normalkoppeln II/I, I/P, II/P
- Spielhilfen:
  - 1 freie Kombination
  - 2 feste Kombinationen (Tutti, Pedalpiano)
  - Crescendowalze, Crescendo ab
  - Zungen ab

## Kapelle Maria Heimsuchung
Die ehemalige Wallfahrtskapelle Maria Heimsuchung im alten Friedhof entstand 1728 als Ersatz für die gotische Taufkapelle, die einem Brand zum Opfer gefallen war. Der kleine Sakralbau wurde von 2005 bis Anfang 2007 saniert und ist seither wieder geöffnet.
An den einschiffigen Saalbau des Kapellenraums fügt sich der eingezogene Chor mit seiner Laternenkuppel. Den Bandelwerkstuck schuf Joseph Fischer 1736, die Fresken malte Johann Heel im gleichen Jahr. Im Langhaus ist die Huldigung Mariens durch die Einwohner Bernbeurens dargestellt. Im Chor sieht man Szenen aus dem Marienleben und marianische Embleme in den Kartuschen.
Die Altäre entstanden um 1730/40. Das Marienbild im Hochaltar kam allerdings erst um 1900 hinzu. Zwischen den gewundenen Säulen der Seitenaltäre stehen die Statuen des Wiesheilands mit den hll. Longinus und Stephanus (nördl. Seitenaltar) bzw. der „Schmerzhaften Muttergottes“.

## Lourdeskapelle
Zwischen der Kapelle Maria Heimsuchung und der Pfarrkirche steht seit dem Ende des 19. Jahrhunderts eine kleine Lourdeskapelle. Die Rückwand ist als Felsgrotte mit einer Marienfigur und der hl. Bernadette ausgestaltet.